# Karl von Wedel (General, 1783)
Karl Friedrich Heinrich von Wedel (* 20. Februar 1783 in Halle (Saale); † 28. Oktober 1858 auf Ludwigsdorf, Kreis Oels) war ein preußischer Generalleutnant sowie Herr auf Grumbkow und Ludwigsdorf.

## Leben

### Herkunft
Seine Eltern waren der Generalmajor Konrad Heinrich von Wedel (1741–1813) aus der Familie von Wedel und dessen Ehefrau Eleonore Wilhelmine, geborene von Rauchhaupt (1754–1832).

### Militärkarriere
Wedel kam am 3. Juli 1795 als Gefreitenkorporal in das Infanterieregiment „von Amaudruz“ der Preußischen Armee, in dem sein Vater Kommandeur war. Dort avancierte er bis Januar 1803 zum Sekondeleutnant und wurde 1804 Adjutant des III. Bataillons. Am 26. August 1806 ernannte ihn der Vater zu seinem Generaladjutanten. Im Vierten Koalitionskrieg kämpfte Wedel in der Schlacht bei Auerstedt, in der sein Vater und Bruder schwer verwundet wurden. Er fand sie bei der Blockade von Magdeburg wieder. Ihm gelang es, aus der Festung zu entkommen und sich nach Ostpreußen zum König durchzuschlagen.
Am 8. Februar 1807 wurde Wedel als Generaladjutant zum russischen General Levin August von Bennigsen versetzt. Er kämpfte bei Preußisch-Eylau sowie den Gefechten bei Heilsberg und Friedberg. In der Zeit wurde er zum 19. Mai 1807 Premierleutnant und für Heilsberg am 3. Juli 1807 mit dem Orden Pour le Mérite und den Orden des Heiligen Wladimir IV. Klasse.
Am 31. Januar 1808 stieg Wedel zum Stabskapitän auf und wurde Ende August 1808 in das Leibinfanterie-Regiment (Nr. 8) versetzt. Am 24. Mai 1811 wurde er zum Kapitän befördert und als Adjutant zu Major von Zielinski, dem Führer der westpreußischen leichten Truppen, versetzt. Am 26. Juni 1812 kam er als Adjutant zum Prinzen Karl von Mecklenburg-Strelitz und von dort bereits am 8. August 1812 in den Generalstab. Zudem erhielt Wedel am 2. Oktober 1812 ein Geschenk von 200 Talern. Während der Befreiungskriege kämpfte er im Gefecht bei Haynau, den Schlachten bei Großgörschen, Bautzen, Katzbach, Leipzig, der Belagerung von Magdeburg sowie der Befreiung von Hamburg. Von Hamburg marschierte Wedel mit dem Gardekorps nach Paris. In Bautzen erwarb er das Eiserne Kreuz II. Klasse, bei Leipzig das Kreuz I. Klasse und für Hamburg erhielt er den russischen Orden der Heiligen Anna II. Klasse mit Brillanten. Auf dem Marsch nach Paris erwarb er den Danebrog-Orden, die Hanseatische Ehrenmedaille sowie den Schwertorden II. Klasse. Am 6. März 1813 wurde er Major und kam am 6. April 1813 als Adjutant zum General von Gneisenau. Im Oktober 1813 wurde Wedel als Verbindungsoffizier zum russischen General Benigsen kommandiert. Nach der Rückkehr Napoleons kam er zum Stab des Generals Barclay de Tolly.
Nach dem Zweiten Pariser Frieden wurde Wedel am 3. Oktober 1815 als Oberstleutnant Chef des Generalstabes der Garde und auch Leiter der Divisionsschule in Berlin. Am 3. April 1820 wurde er mit Patent vom 9. April 1820 zum Oberst befördert. Die Leitung der Divisionsschule gab Wedel am 27. September 1823 ab. 1824 erfolgte seine Aufnahme in den Johanniter-Orden und 1825 erhielt Wedel das Dienstkreuz. Am 15. Januar 1826 wurde er zusätzlich noch Mitglied der General-Ordenskommssion. Den russischen Sankt-Stanislaus-Orden II. Klasse erhielt er 1829. Anlässlich des Ordensfestes wurde Wedel im Januar 1830 mit dem Roten Adlerorden III. Klasse ausgezeichnet und Ende März als Kommandant nach Saarlouis versetzt. Der König schenkte ihm für den Umzug 500 Taler. Zudem wurde er am 5. April 1830 dem Generalstab aggregiert. Zuvor war er aber noch in diplomatischer Mission in Karlsruhe und Darmstadt, um den Zollanschluss von Baden und Hessen an Preußen zu regeln. Wedel brachte eilig die Festung Saarlouis wieder in einen verteidigungsbereiten Zustand, da in Frankreich wieder eine Revolution ausgebrochen war.
Mit der Beförderung zum Generalmajor wurde Wedel am 30. März 1831 als Kommandeur der 2. Landwehr-Brigade nach Breslau versetzt. Am 18. Januar 1834 erhielt er die Schleife zum Roten Adlerorden III. Klasse und am 30. September 1839 den Sankt-Stanislaus-Orden I. Klasse. Als Generalleutnant wurde ihm am 28. Januar 1840 seinen Abschied mit Pension genehmigt. Er starb am 28. Oktober 1858 in Ludwigsdorf, Kreis Oels an den Folgen eines Schlaganfalls.
Nach seiner Versetzung nach Breslau hatte sich Wedel schriftstellerisch betätigt.

### Familie
Wedel heiratete am 9. März 1809 in Oels Wilhelmine von Viebig (1789–1826). Das Paar hatte folgende Kinder:
- Karl (1811–1839) ⚭ 1836 Ida von Safft (1811–1875), Tochter des Generalleutnants Wilhelm von Safft
- Marie (* 1812)
- Heinrich (1813–1859), preußischer Major a. D. ⚭ 1848 Ida Hilbert (1824–1899)
- Albert (1814–1816)
- Emilie (1817–1832)
- Otto (1819–1860), preußischer Premierleutnant ⚭ 1853 Karoline Tuckermann (1824–1899)
- Gustav (*/† 1821)
- Tochter (*/† 1822)
- Hasso (* 1824), preußischer Oberstleutnant
- Wilhelm (* 1826)

Nach dem Tod seiner ersten Frau heiratete Wedel am 21. Mai 1832 Fredrike von Prittwitz und Gaffron (1805–1881), eine Tochter des Generalleutnants Moritz von Prittwitz und Gaffron. Das Paar hatte folgende Kinder:
- Luise (* 1833)
- Marie (1834–1917) ⚭ Theodor von Richthofen (1831–1901), preußischer Generalmajor a. D.[1]
- Friedrich (1836–1918), preußischer Major a. D. ⚭ 21. November 1863 Maria von Sauerma (1844–1928)

## Schriften
- Beiträge zur Geschichte des Krieges 1806 und 1807. Digitalisat
- Geschichte der polnischen Armee.
- Lebenserinnerungen des Generalleutnants Karl von Wedel. 2. Bände, Herausgegeben von Curt Troeger.
- Familiengeschichte.